# No gaire catòlic
No gaire catòlic (títol original: Pas très catholique) és una pel·lícula francesa dirigida per Tonie Marshall, estrenada l'any 1994. Ha estat doblada al català.

## Argument
Maxime ha trencat els amarres amb els seus orígens burgesos fa ja més de vint anys. Des d'aquell dia, fuma tres paquets de cigarrets cada dia, col·lecciona sense distinció amants i dorm vestida. És la millor detectiu d'una agència francesa. Sempre està molt ocupada realitzant diverses investigacions al mateix temps des que es va divorciar fa quinze anys i accepta formar en aquest rude ofici el jove amant del seu cap. Una banal afer de drogues en un institut la confronta bruscament amb el seu passat. Descobreix aviat el que ha esdevingut el fill que només ha portat al món, no obstant això una investigació paral·lela, sobre tràfic immobiliari, la porta a acumular proves contra el seu antic marit, un molt ric home de negocis.

## Repartiment
- Anémone: Maxime Chabrier
- Michel Roux: Andre Dutemps
- Roland Bertin: Senyor Paul
- Christine Boisson: Florence
- Denis Podalydès: Martin
- Grégoire Colin: Baptiste Vaxelaire
- Michel Didym: Jacques Devinals
- Micheline Presle: Sra. Loussine
- Josiane Stoléru
- Bernard Verley: Noel Vaxelaire

## Al voltant de la pel·lícula
- La cançó amb la qual balla Anémone al final del film és Junyr's Walling de Status Quo
- Premis 1993: Nominada al Globus d'Or a la millor actriu dramàtica (Debra Winger)